# Leôncio (monge)
Leôncio (em latim: Leontius) foi um clérigo bizantino do começo do século VI. Um dos monges teopasquitas da Cítia Menor, alegou ser parente do general Vitaliano.